# Bolivaria xanthoptera
Bolivaria xanthoptera es una especie de mantis de la familia Mantidae.

## Distribución geográfica
Se encuentra en Tayikistán, Turkestán, India, Nepal.